# Royaume d'Angleterre
Cet article concerne l'entité politique historique ayant existé de 927 à 1707. Pour le territoire équivalent contemporain, voir Angleterre.
Ne doit pas être confondu avec Grande-Bretagne, Royaume de Grande-Bretagne, Royaume-Uni de Grande-Bretagne et d'Irlande ou Royaume-Uni de Grande-Bretagne et d'Irlande du Nord.
 (février 2024).
Si vous disposez d'ouvrages ou d'articles de référence ou si vous connaissez des sites web de qualité traitant du thème abordé ici, merci de compléter l'article en donnant les références utiles à sa vérifiabilité et en les liant à la section « Notes et références ».
927 – 30 janvier 1649
(722 ans)
29 mai 1660 – 1er mai 1707
(46 ans, 11 mois et 2 jours)
Entités précédentes :
- Wessex (927)
- Royaume viking d'York (954)
- Principauté de Galles (1536)
- Commonwealth d'Angleterre (1649-1660)

Entités suivantes :
- Commonwealth d'Angleterre (1649-1660)
- Grande-Bretagne (1707)

Le royaume d'Angleterre (en anglais : Kingdom of England) est un État souverain, situé en Europe de l'Ouest, dans la partie méridionale de l'île de Grande-Bretagne. À partir de 927, son territoire couvre celui de l'Angleterre actuelle, puis en complément celui du pays de Galles à la suite de l'invasion de ce dernier en 1284 par Édouard Ier d'Angleterre. La résidence royale principale se trouve à l'origine à Winchester, dans le Hampshire, mais Londres et Gloucester reçoivent un statut presque équivalent — en particulier Londres, qui devient la capitale de facto dès le début du XIIe siècle. Cette ville, métropole d'Angleterre, va ensuite devenir la capitale du royaume de Grande-Bretagne (1707-1801), puis du Royaume-Uni de Grande-Bretagne et d'Irlande (1801-1927) et enfin du Royaume-Uni de Grande-Bretagne et d'Irlande du Nord à compter de 1927.
Bien qu'il soit toujours utilisé dans le langage courant, le titre de « roi (ou reine) d'Angleterre » est en réalité obsolète et juridiquement faux depuis 1707. L'appellation exacte dans sa forme complète est depuis 1927 celle de roi (ou reine) du Royaume-Uni de Grande-Bretagne et d'Irlande du Nord, attribuée à Charles III depuis la mort de sa mère Élisabeth II le 8 septembre 2022.

## Histoire du royaume

### Origines
Le royaume d'Angleterre n'a pas de date précise de création. Il est issu de l'unification progressive des différents royaumes anglo-saxons qui se partageaient le sud de la Grande-Bretagne au haut Moyen Âge. À partir du IXe siècle, les rois du Wessex (sud-ouest de l'Angleterre), qui résistent victorieusement aux raids vikings, commencent à étendre leur domination sur les Midlands et le Nord de l'Angleterre. Alfred le Grand (871 – 899) et son fils Édouard l'Ancien (899 – 924) prennent le titre de « roi des Anglo-Saxons ». Le fils d'Édouard, Æthelstan, est le premier à régner sur toute l'Angleterre après la conquête de la Northumbrie en 927.
Malgré quelques soubresauts, la Northumbrie est définitivement acquise par la maison de Wessex au milieu du Xe siècle. Toutefois, les raids vikings reprennent sous le règne d'Æthelred le Malavisé (978 – 1016), qui ne parvient pas à les enrayer malgré les nombreux danegelds versés aux envahisseurs. Le roi danois Sven à la Barbe fourchue envahit l'Angleterre à quatre reprises entre 1003 et 1013. Lors de sa dernière offensive, il prend rapidement le contrôle du royaume et contraint Æthelred le Malavisé à la fuite. Cependant, il meurt le 2 février 1014 et les grands du royaume rappellent Æthelred.
L'année suivante, Knut, le fils de Sven, envahit à son tour le royaume. Après la mort d'Æthelred et la défaite de son fils et successeur Edmond Côte-de-Fer, Knut obtient la moitié de l'Angleterre avant d'être reconnu roi de tout le pays à la mort d'Edmond, le 30 novembre 1016. Le régime danois se poursuit jusqu'à la mort de Hardeknut, en 1042. C'est un fils d'Æthelred, Édouard le Confesseur, qui lui succède.

### La conquête normande et les Plantagenêt

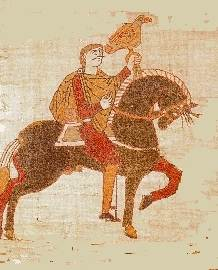
Harold II fut le dernier roi anglo-saxon d'Angleterre.

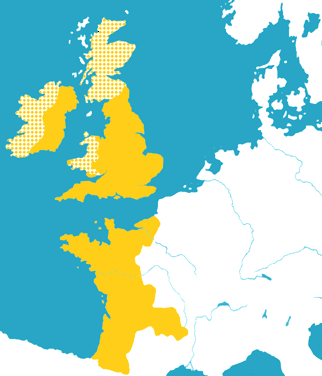
Expansion de l'empire Plantagenêt sous Henri II, roi de 1154 à 1189.

La période de paix précédente se termine lorsqu'Édouard le Confesseur meurt sans héritier le 5 janvier 1066. Son beau-frère est couronné sous le nom d'Harold II. Guillaume le Bâtard, duc de Normandie, réclame aussitôt le trône, arguant qu'Édouard et Harold le lui avaient promis. Son grand-père Richard II de Normandie est le frère d'Emma, épouse du roi Æthelred le Malavisé, père d'Édouard le Confesseur. Le royaume est alors envahi par un autre prétendant à la couronne, Harald III de Norvège, qui est vaincu à la bataille de Stamford Bridge, par Harold, le 25 septembre 1066. Le 28 septembre, Guillaume débarque, à son tour, dans le Sussex. Harold II qui se trouve alors à York, dans le nord, traverse toute l'Angleterre pour bloquer ces nouveaux envahisseurs. Les deux armées s'affrontent à la bataille d'Hastings, le 14 octobre. Harold est tué et Guillaume en sort grand vainqueur. Il ne rencontre que peu d'opposition dans la suite de sa conquête. En effet, à part quelques villes fortifiées, comme Londres, Winchester et Exeter, et à la marge du pays de Galles, des places comme Ewias Harold et Richard's Castle (Herefordshire) et faisant exception le grand site fortifié de Douvres (Kent), il n'existe pas de châteaux forts en Angleterre, la motte à basse cour est exotique. Les seigneurs locaux vivent dans des manoirs ruraux, ouverts sur les campagnes.
Guillaume n'avait pas l'intention d'absorber le royaume dans son duché de Normandie. En tant que duc, il devait allégeance au roi Philippe Ier de France. Le royaume d'Angleterre indépendant allait lui permettre de régner sans interférence. Il est couronné roi d'Angleterre le 25 décembre 1066. Sa prise en main du royaume, lente au milieu d'une population hostile, va se concrétiser en quadrillant le pays d'une ribambelle de châteaux afin d'asseoir sa domination. Dans la Chronique anglo-saxonne, à l'an 1067, on peut lire : « Assurément de son temps, le peuple subissait une grande peine et beaucoup d'injustice. Il (Guillaume) construisait des châteaux et oppressait les miséreux ».
Le royaume d'Angleterre et le duché de Normandie allaient rester liés jusqu'en 1204, non par un gouvernement commun, mais grâce aux barons anglo-normands. Henri Ier parvint à réunir les deux territoires sous son gouvernement. À sa mort en 1135, sa fille Mathilde l'Emperesse est désignée pour lui succéder. Mais c'est son cousin Étienne de Blois qui usurpe le trône. Valeureux combattant, mais piètre gouvernant, son règne plonge le royaume dans une anarchie qui dure jusqu'en 1154. C'est Henri II, le petit-fils du premier Henri, qui lui succède. Il remet le royaume en état, perfectionne l'administration du royaume. Il contrôle un territoire continental qui va du duché d'Aquitaine au duché de Normandie. Le pouvoir du royaume d'Angleterre est à son apogée.
Son fils, le roi Jean d'Angleterre, un descendant de la 4e génération du Conquérant, perd la partie continentale du duché au profit de Philippe II de France cette année-là. Les îles Anglo-Normandes sont les seules parties de l'ancien duché de Normandie qui restent attachées au royaume d'Angleterre.
Le roi Jean d'Angleterre conserve cependant les titres et le territoire du duc d'Aquitaine. Son petit-fils, Édouard Ier d'Angleterre remporte la victoire contre Llywelyn le Dernier et conquiert de ce fait le pays de Galles en 1282. Il crée le titre de prince de Galles pour son fils aîné Édouard II en 1301.
Le fils d'Édouard II, Édouard III d'Angleterre, réclame le trône de France ce qui provoque la guerre de Cent Ans (1337-1453). L'Angleterre sort vaincue de ce conflit, et ne conserve qu'une seule ville en France : Calais.
Le royaume d'Angleterre n'a que peu de temps pour se remettre d'aplomb avant d'entrer dans la guerre des Deux-Roses (1455-1487). Cette « guerre » est en réalité une guerre civile opposant la maison de Lancastre et celle d'York pour la possession du trône. Ces deux maisons descendent en réalité toutes deux d'Édouard III et sont de proches parents. Finalement, c'est un membre de la lignée féminine de la maison de Lancastre, marié à la fille aînée de la maison d'York qui occupe le trône à la fin des guerres des Roses : le roi Henri VII d'Angleterre et la reine consort Élisabeth d'York fondent ainsi la dynastie des Tudor qui règne sur le royaume de 1485 à 1603.

### La Renaissance

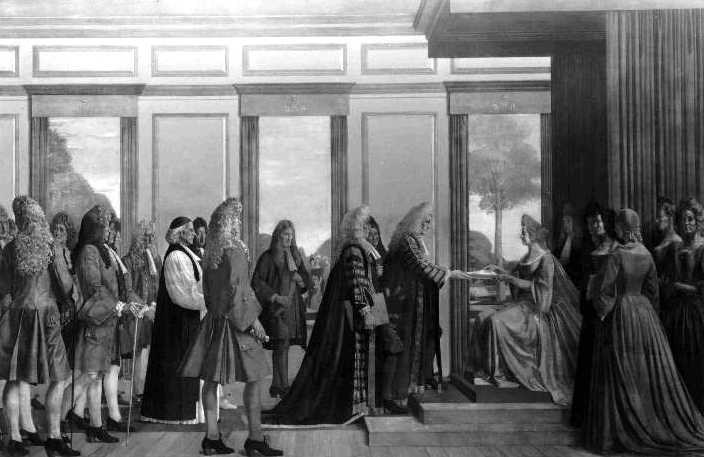
Union parlementaire de l'Angleterre et de l'Écosse en 1707, tableau peint en 1925 par Walter Thomas Monnington et illustrant la présentation officielle de la loi qui fonde le royaume de Grande-Bretagne.

Pendant ce temps, le pays de Galles conserve le système juridique et administratif distinct qui avait été mis en place par Édouard Ier à la fin du XIIIe siècle. Le deuxième monarque de la maison Tudor, Henri VIII d'Angleterre, fusionne le pays de Galles et l'Angleterre en promulguant les Actes d'Union de 1536 et 1543. Le pays de Galles cesse alors d'être un fief personnel du roi d'Angleterre, et le territoire est annexé à l'Angleterre et est désormais représenté au parlement anglais.
Dans le même temps, en 1541, le parlement irlandais proclame Henri VIII roi d'Irlande, réunissant ainsi le royaume d'Irlande au royaume d'Angleterre sous le régime de l'union personnelle.
Durant le règne de Marie Ire, la fille aînée d'Henri VIII, Calais est capturé par le duc François de Guise le 7 janvier 1558. La maison Tudor s'éteint avec la mort de son dernier monarque, Élisabeth Ire, le 24 mars 1603. Son héritier est Jacques VI d'Écosse qui accède au trône sous le nom de Jacques Ier d'Angleterre. Les deux royaumes britanniques (royaume d'Angleterre et royaume d'Écosse) restent cependant des États indépendants mais en union personnelle jusqu'en 1707. C'est le fils de Jacques qui lui succède, Charles Ier. Il tente d'imposer l'arminianisme dans un pays alors dominé par les puritains, ce qui entraine une guerre civile. À la suite de cette guerre civile, perdue par les royalistes, Charles est emprisonné. Il finit par être décapité le 30 janvier 1649, marquant la fin de la monarchie au profit d'un régime parlementaire dominé par Oliver Cromwell. Toutefois, quand celui-ci meurt en 1658, son fils est incapable de maintenir l'autorité de son père et est contraint de démissionner. L'Angleterre se trouve donc dans une impasse politique et l'armée décide de restaurer les Stuarts. Néanmoins, le roi doit désormais partager son pouvoir avec le parlement, qui finit même par accroître ses prérogatives au détriment du pouvoir du roi qui s'efface progressivement. Comme Charles II n'a pas d'héritier légitime, c'est son frère Jacques, duc d'York, qui lui succède. Cela pose un problème car celui-ci est catholique alors que les puritains sont hostiles à ce courant. Ainsi, pour éviter une succession de rois catholiques, un coup d'État est organisé pour placer Guillaume III d'Orange et son épouse Mary sur le trône, car les anglicans pensent qu'ils sont hostiles aux catholiques. En réalité, ils sont favorables à la liberté de conscience.
Cette année-là, l'Acte d'Union fonde en effet le royaume de Grande-Bretagne (1707-1801) par la réunion des deux royaumes. La reine Anne est la dernière reine d'Angleterre et la première monarque du nouveau royaume. Les parlements d'Angleterre et d'Écosse sont quant à eux fondus dans le Parlement de Grande-Bretagne qui siège à Westminster (Londres). C'est à ce moment que l'Angleterre cesse d'exister en tant qu'entité politique distincte, et que le gouvernement d'Angleterre disparaît. Sur le plan juridique, cependant, le territoire conserve des structures et des lois spécifiques à l'Angleterre et pays de Galles (England and Wales) tout comme l'Écosse conserve ses propres lois et tribunaux. D'ailleurs, cette situation perdure même après l'Acte d'Union de 1800 qui donne naissance au Royaume-Uni de Grande-Bretagne et d'Irlande (qui durera de 1801 à 1922). Les successeurs d'Anne sont Georges Ier, Georges II et Georges III. Toutefois, ceux-ci sont impopulaires car ils sont à la fois prince électeur de Hanovre et roi d'Angleterre, si bien qu'ils se préoccupent peu des affaires anglaises.

## Commonwealth et protectorat
L'Angleterre est une monarchie pendant la quasi-totalité de son existence politique, depuis sa création (vers 927) jusqu'à l'Acte d'Union (1707), excepté les onze ans de l'interrègne (1649-1660) qui suivit la Première Révolution.
Une république connue sous le nom de Commonwealth de l'Angleterre (1649-1653) remplace le gouvernement du roi décapité Charles Ier d'Angleterre. Le général le plus important de cette république, Oliver Cromwell parvient à étendre son règne à l'Irlande et l'Écosse.

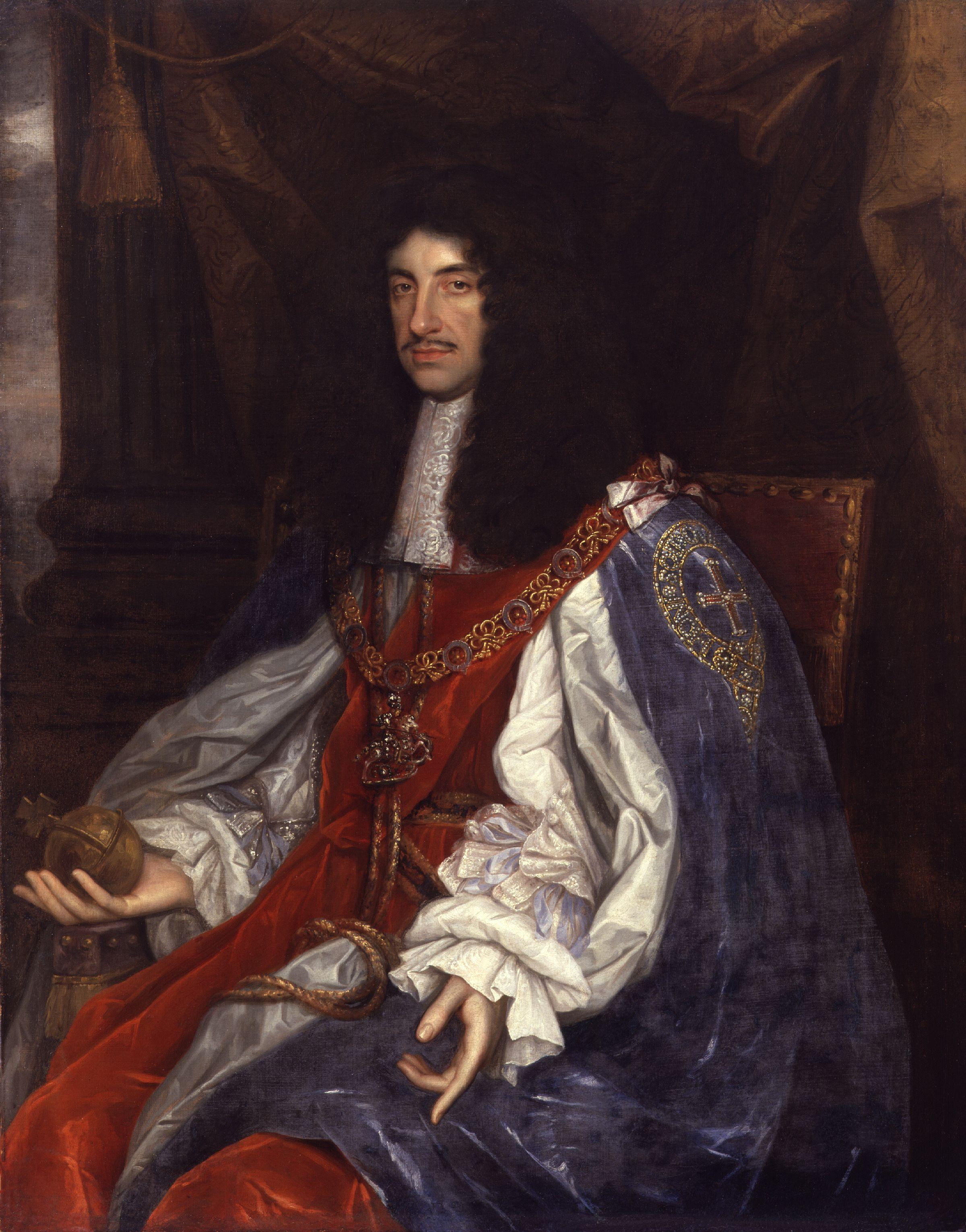
Charles II par John Michael Wright vers 1660.

Ce général victorieux se retourne finalement contre la république, et établit une nouvelle forme de gouvernement appelé le Protectorate. Il prend le titre de Lord Protecteur et gouverne jusqu'à sa mort, le 3 septembre 1658. Son fils Richard lui succède, mais il se montre incapable de gouverner, et finalement l'anarchie se développe. Il abandonne son titre, et se retire dans l'ombre. Le Commonwealth est rétabli un temps, mais se montre un mode de gouvernement instable. Le roi de jure Charles II, en exil, est restauré sur le trône en 1660.